# David von Cöln
David Andersson von Cöln, eller von Cöllen, född 1689, död 29 juli 1763 i Stockholm, var en svensk konterfejare och tapetmålare.
Han var son till Anders Johansson von Cöln och Brita Stenkell samt gift med Helena Broms. Han var far till Friedrich von Cöln och Lorentz von Cöln.
Von Cöln fick sin grundläggande målarutbildning i Ehrenstrahls skola. Bland hans efterlämnade arbeten märks ett tiotal porträtt i Statens porträttsamling på Gripsholms slott samt blomstermotiv på tapeter till slotten Gripsholm, Drottningholm och Ulriksdal.
Von Cöln är representerad vid Nationalmuseum med en utsikt från Ulriksdal från söder.